# Montgomery Blair
Montgomery Blair, född  10 maj 1813, död 27 juli 1883 var USA:s postminister 1861-1864 och en nära rådgivare till president Lincoln. Montgomery Blair var en stridbar unionist och den ende i Lincolns kabinett som ansåg att Fort Sumter skulle försvaras. Men han var motståndare till emancipationsproklamationen som utfärdades trots hans invändningar.

## Ungdom och tidiga karriär
Montgomery Blair var son till presidentrådgivaren Francis Preston Blair och bror till unionsgeneralen och senatorn Frank Blair. Han utexaminerades från West Point 1835 och tjänstgjorde därefter som officer i Floridakriget. Han tog avsked från armén 1836 för att läsa juridik vid Transylvania University. Blair flyttade till Saint Louis där han började sin advokatbana med senator Thomas Hart Benton som mentor. Han var federal distriktsåklagare för Missouri 1839-1842, borgmästare i Saint Louis 1842-1843 och häradshövding i St. Louis County 1845-1849. Blair flyttade 1852 till Washington DC där han bedrev en framgångsrik advokatpraktik och var generaladvokat vid Court of Claims 1855-1857. Blair övergav demokraterna och stödde Free Soil Party därför att han inte ville att slaveriet skulle spridas till de territorier som USA förvärvat från Mexiko efter det mexikansk-amerikanska kriget. Blair tog sig 1854 an slaven Dred Scott vilken stämt sin ägare och fått rätt till frigivning i de lägre instanserna. Nu skulle målet upp i USA:s högsta domstol och ingen annan ville ta åt sig fallet. Till slut fick Blair hjälp av George Ticknor Curtis. När Dred Scott mot Sandford 1857 avgjorts till Dred Scotts nackdel uppmanade Blair Jacksondemokraterna att söka sig till det nya republikanska partiet.  

## Postminister

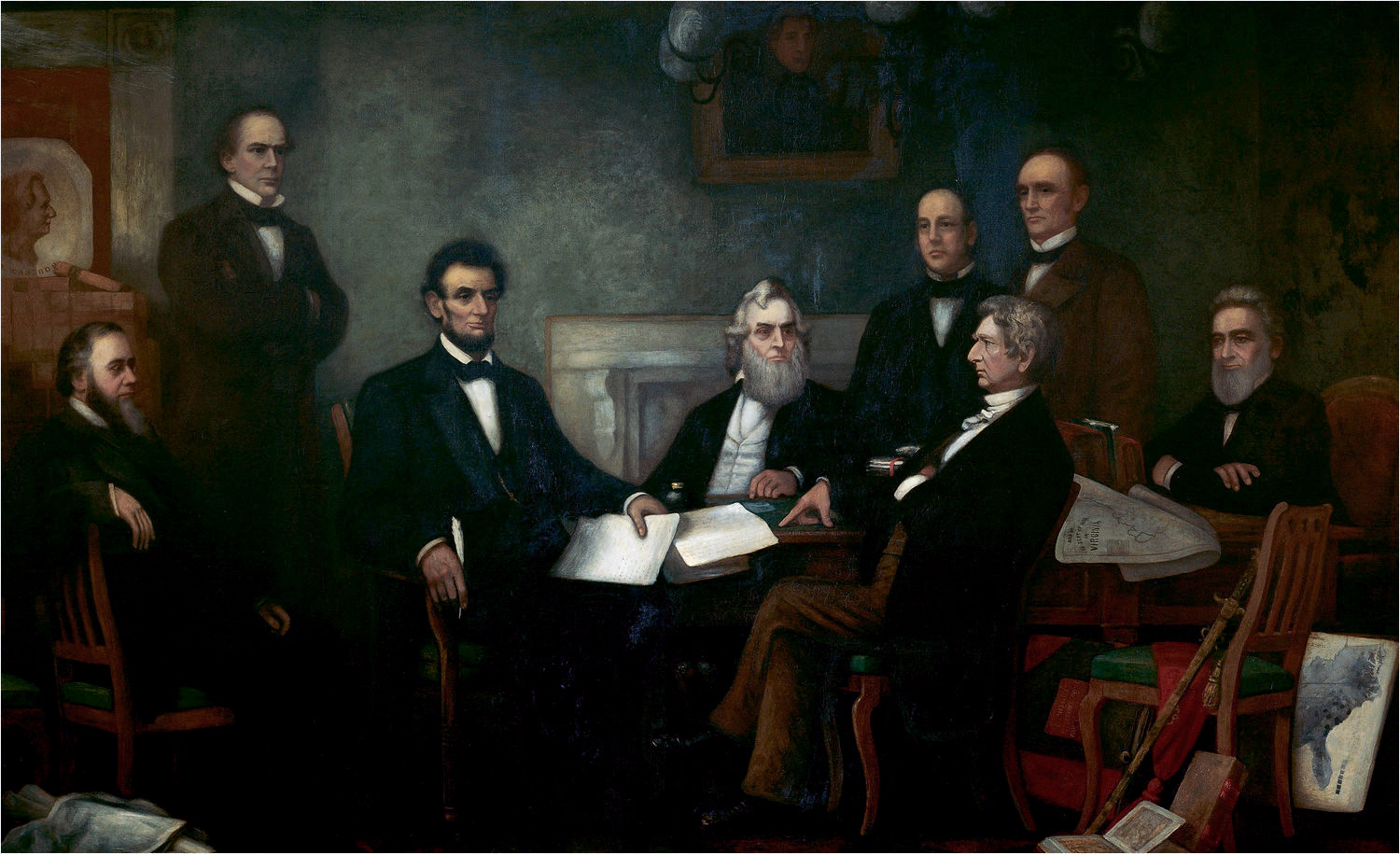
På denna symboliska målning från 1864 är president Lincoln och hans kabinett grupperade efter sin inställning till emancipationsproklamationen, med de mest positiva och pådrivande till vänster och de mest negativa till höger. Näst längst till höger står Montgomery Blair.

Montgomery Blairs uttalade unionism och familjens politiska förbindelser gjorde att president Lincoln utnmämnde honom till postminister. Han var den ende i kabinettet som innan inbördeskriget bröt ut stod för en kompromisslös hållning gentemot sydstaterna. Säker i sin släkts omedgörliga nationalism förespråkade han på våren 1861 att Fort Sumter inte skulle uppges, vilket blev den linje som presidenten tog trots motstånd från resten av kabinettet. Familjen Blair hade varit drivande i att förmå presidenten att utnämna John C. Frémont till militärbefälhavare i Saint Louis, men denne kom snart på kollisionskurs med Frank Blair och både Montgomery och hans far tvingades erkänna att de hade överskattat Frémonts förmåga och Lincoln tog snart från honom befälet. Blair tillhörde de konservativa republikanerna som motsatte sig slavarnas frigörelse och var i kabinettet en ständig motståndare till den radikala finansministern Salmon P. Chase och till krigsministern Edwin M. Stanton. Han varnade presidenten för att utfärda emancipationsproklamationen därför att de skulle alienera väljarna i de slavstater som fortfarande tillhörde unionen. Blair var en effektiv postminister och organiserade ett fältpostväsende, avskaffade postmästarnas fribrevsrätt  och förbättrade postförbindelserna med Europa. Det var han som införde postsortering på tåg i USA. Blair stod Lincoln nära både personligen och som politisk rådgivare, något som retade de radikala republikanerna som menade att presidenten stod under alltför stort inflytande från Montgomery och hans far. Blairs stora integritet gjorde att han alltid framförde sina åsikter, hur impopulära de än var hos andra. Kritiken från den under kriget ständigt allt större radikala falangen inom partiet gjorde att presidenten tvingades avskeda Blair 1864. Detta hindrade honom inte från att stödja Lincoln i presidentvalet 1864.    

## Konservativ oppositionspolitiker
Under rekonstruktionstiden lämnade Blair republikanerna. Montgomery och Frank Blair utövade tillsammans med sin far ett stort inflytande över president Andrew Johnson. De rådde presidenten att inte ge efter för de radikala republikanernas krav utan stödja sig på de unionistiska slavstaterna. Blair var rädd att rösträtt åt afroamerikaner skulle leda till rasblandning och ville inte att rösträttsfrågan skulle avgöras genom ett författningstillägg utan överlåtas åt de besegrade sydstaterna själva att avgöra. Han verkade för att ena konservativa republikaner och demokrater vilka var kritiska till politisk jämlikhet för den afroamerikanska befolkningen och var den som övertygade det demokratiska partiet att stödja president Johnson. Blairs ställning i det demokratiska partiet var trots det svagt på grund av hans tidigare aktiva republikanism och han blev aldrig vald till något politiskt ämbete. 